# Justicia militar

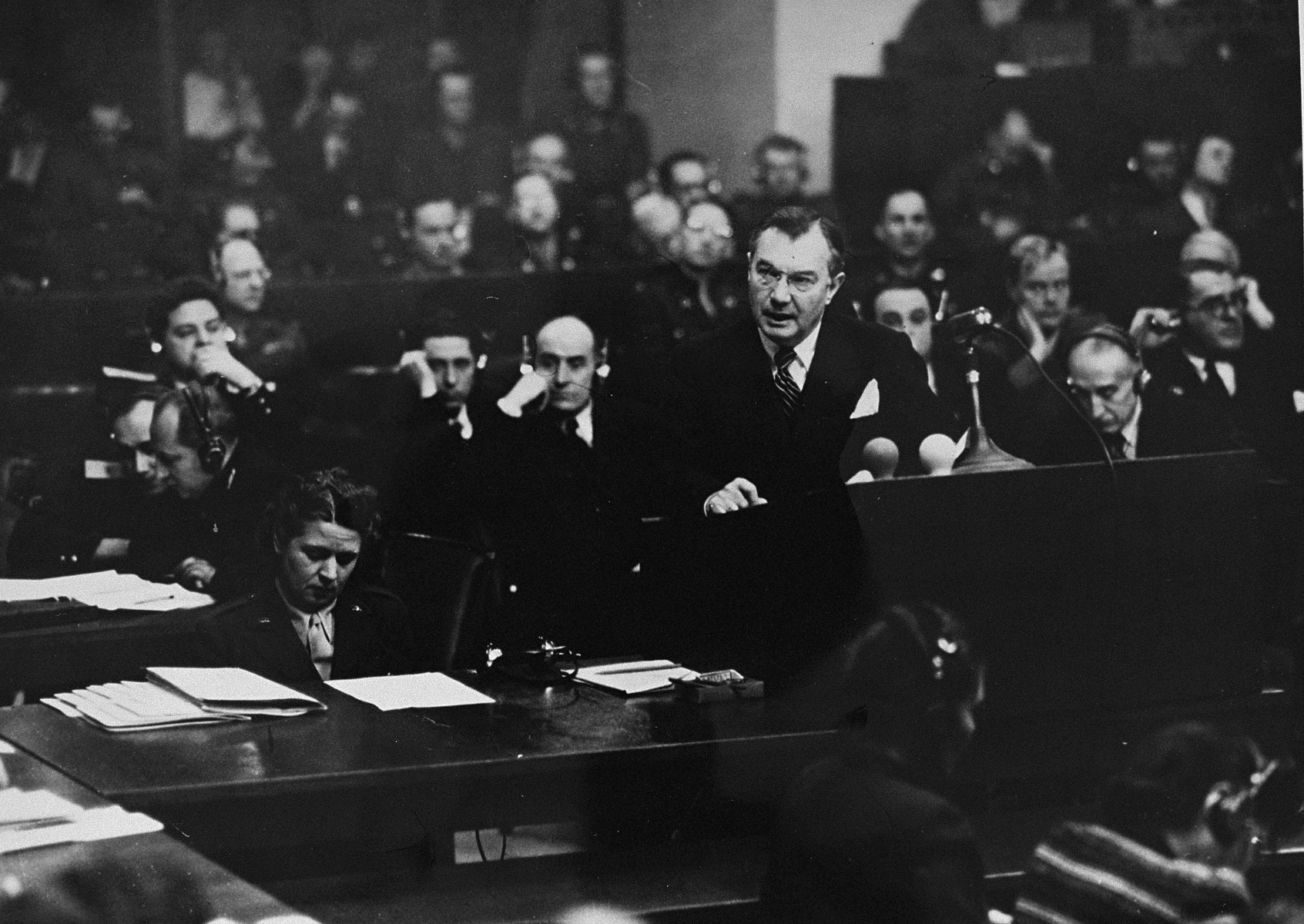
El fiscal Robert H. Jackson durante los juicios en el Tribunal Militar Internacional de Núremberg.

Por justicia militar se entiende, por un lado, al régimen jurídico que regula a la institución de las Fuerzas Armadas de un Estado en el marco de las relaciones internas de sus integrantes, y dentro de aquellas cuestiones propias delegadas a la jurisdicción militar, en virtud de las especiales características que reviste el funcionamiento del orden castrense. Y en una segunda acepción, al aparato jurídico de administración de justicia, por medio del cual se ejerce la jurisdicción militar.

## Formas de organización
La organización de la justicia militar varía en cada Estado. Puede presentarse como un ordenamiento jurídico separado de la legislación civil de cada Estado. En estos casos se suele presentar en la forma de un aparato jurisdiccional totalmente diferenciado de aquellos que imparten la justicia civil (con jueces y funcionarios propios), regulándose a través de un cuerpo legal especial y autónomo, en el que se suelen incluir disposiciones de orden procesal, penal y disciplinario, atinentes al funcionamiento interno de la institución, pudiendo materializarse en cuerpos legales distintos para cada fuerza armada, o bien unificar todas las disposiciones vinculadas a la función militar en uno solo.
Otros estados eligen integrar el ordenamiento jurídico castrense al civil, incorporando las figuras penales y las disposiciones procesales especiales de la esfera militar a los códigos o cuerpos legales respectivos, siendo sus autoridades de aplicación los mismos funcionarios judiciales civiles ordinarios.

## Competencia

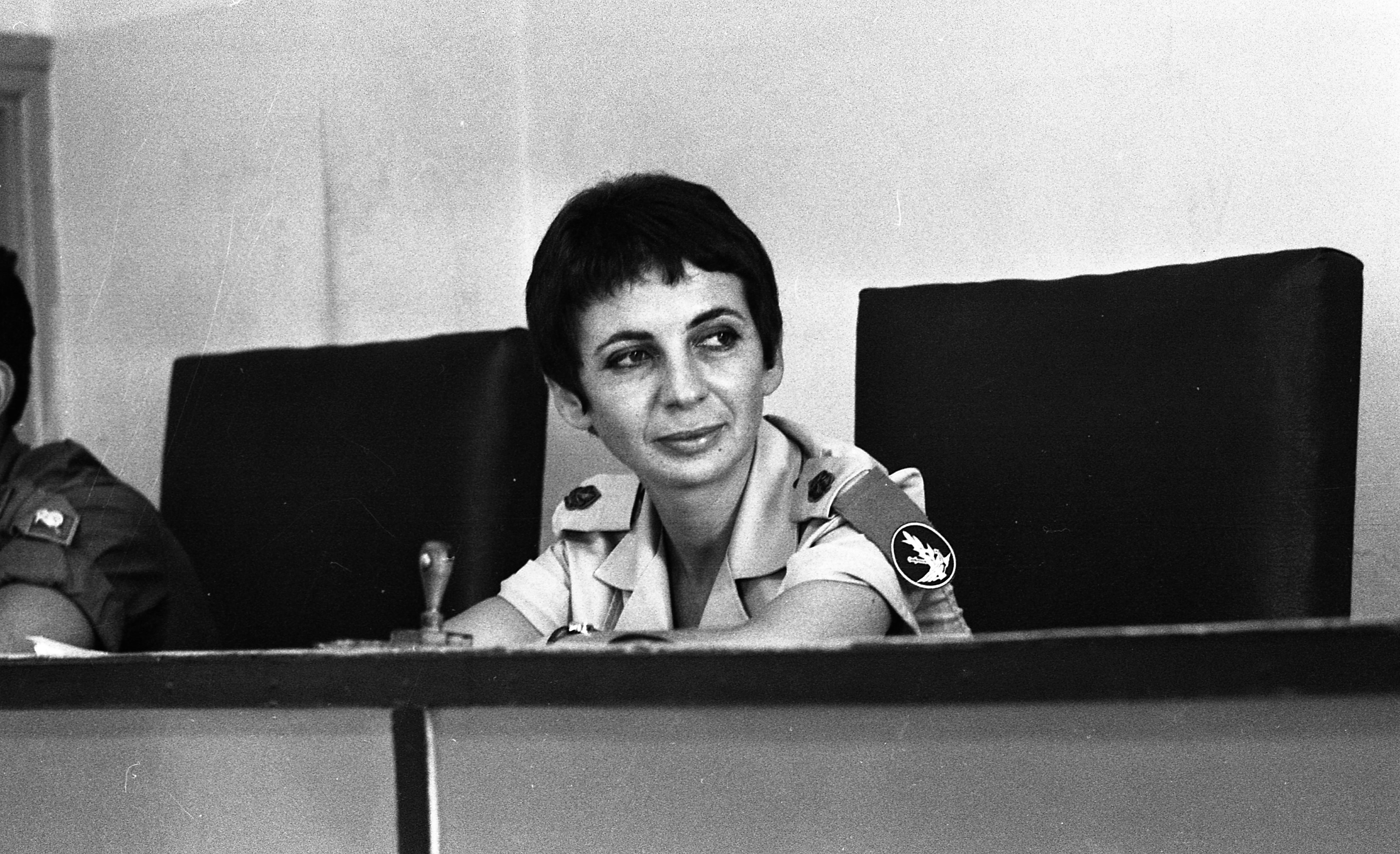
Jueza en corte militar, Israel 1969

Generalmente la jurisdicción militar sólo es competente para entender en aquellas causas en las que fuere parte cualquier ciudadano con estado militar, y que estrictamente se remitan a delitos o faltas disciplinarias de orden estrictamente castrense, quedando reservadas aquellas causas civiles o penales ordinarias para la jurisdicción civil, aunque su infractor se encontrare dentro de las fuerzas armadas.
No obstante, en algunos Estados la aplicación de la jurisdicción militar se extiende a toda causa en la que intervenga tanto cualquier integrante de cualquier fuerza armada —o personal asimilado jurídicamente a la misma situación—, como a civiles sin afectación militar alguna en las que se cometa una infracción a las normas militares.